# Henry Cabot Lodge junior

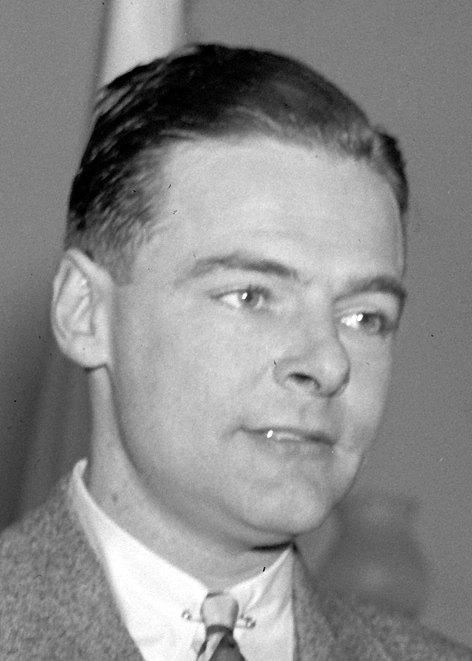
Henry Cabot Lodge Jr. (1937)

Henry Cabot Lodge Jr. (* 5. Juli 1902 in Nahant, Massachusetts; † 27. Februar 1985 in Beverly, Massachusetts) war ein amerikanischer Politiker und Diplomat, u. a. als Senator für Massachusetts, Botschafter bei den Vereinten Nationen, in Südvietnam und in der Bundesrepublik Deutschland sowie als Sondergesandter beim Vatikan. Er war der Enkel des gleichnamigen Henry Cabot Lodge Sr. (1850–1924).

## Leben
Lodge, der der Republikanischen Partei angehörte, wurde 1936 zum ersten Mal in den US-Senat gewählt und verblieb dort bis 1944, wonach er als Offizier am Zweiten Weltkrieg teilnahm. Im Jahr 1946 erfolgte seine Wiederwahl in den Senat, allerdings verlor er 1952 seinen Sitz an den damaligen Kongressabgeordneten John F. Kennedy.
Im Jahr 1953 wurde Lodge von Präsident Dwight D. Eisenhower zum US-Botschafter bei den Vereinten Nationen bestimmt. Bei der Präsidentschaftswahl 1960 trat er als Vizepräsidentschaftskandidat für den Republikaner Richard Nixon an, der jedoch dem Demokraten John F. Kennedy unterlag. In der Folge wurde er von Kennedy Ende Juni 1963 als Nachfolger von Frederick Nolting zum Botschafter in Südvietnam berufen.

## Politik
Im Zuge der Buddhistenkrise wurde Henry Cabot Lodge jr. von Kennedy zum neuen Botschafter in Saigon berufen mit dem Auftrag, den vietnamesischen Präsidenten Diệm „zur Vernunft“ zu bringen oder nach einer Alternative zu ihm zu suchen. Inzwischen freigegebene Dokumente belegen, dass amerikanische Geheimdienste den Sturz und die Ermordung Diệms aktiv herbeiführten. Bis dahin wurde behauptet, Lodge habe lediglich einigen unzufriedenen Militäroffizieren signalisiert, die USA hätten nichts gegen einen Putsch einzuwenden. Daraufhin kam es zu einem Militärputsch, in dessen Verlauf Diệm vergeblich versuchte, die Unterstützung des US-Botschafters Lodge zu gewinnen. Der gab vor, sich nicht in innere Angelegenheiten Südvietnams einmischen zu können. Diệm konnte zunächst fliehen, wurde jedoch von Suchtrupps aufgegriffen und ermordet.

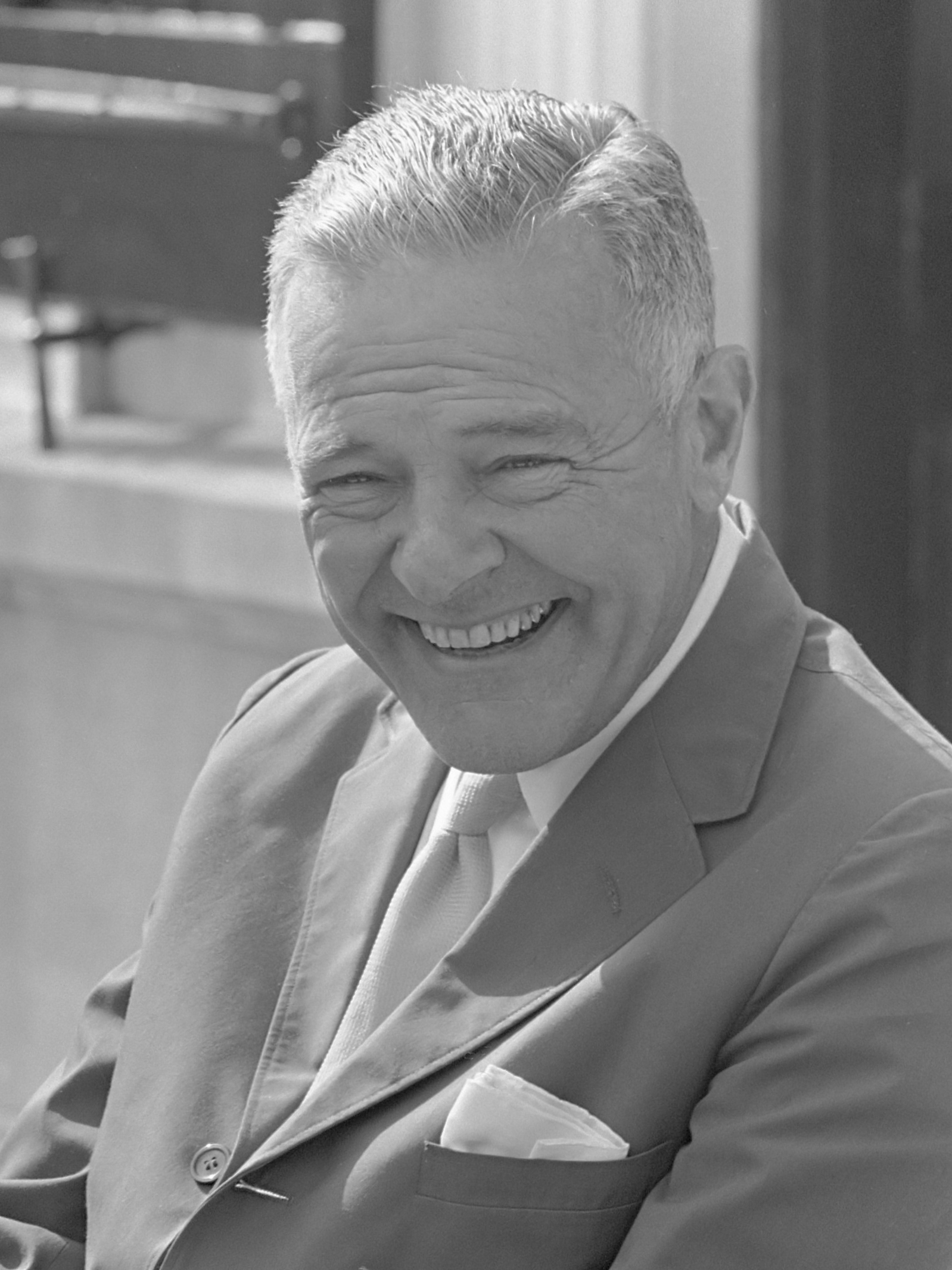
Cabot Lodge (1964)

Im Jahr 1964 setzte Lodge sich überraschend bei den ersten Präsidentschaftsvorwahlen der Republikaner in New Hampshire gegen Barry Goldwater und Nelson Rockefeller durch, zögerte jedoch zu lange, seinen Botschafterposten zugunsten des Wahlkampfes aufzugeben. Er behielt diese Position bis 1967; danach wurde er von 1968 bis 1969 Botschafter in Deutschland. 1969 wurde er von Präsident Nixon zum Verhandlungsführer bei den Pariser Friedensverhandlungen bestimmt. Zwischen 1970 und 1977 war er Sondergesandter der Vereinigten Staaten beim Vatikan.
Nach seinem Tod 1985 wurde er auf dem Mount-Auburn-Friedhof in Cambridge beigesetzt.